# Pleurerythrops constricta
Pleurerythrops constricta is een aasgarnalensoort uit de familie van de Mysidae. De wetenschappelijke naam van de soort is voor het eerst geldig gepubliceerd in 1977 door Panampunnayil.